# Koninklijke Scholten-Honig

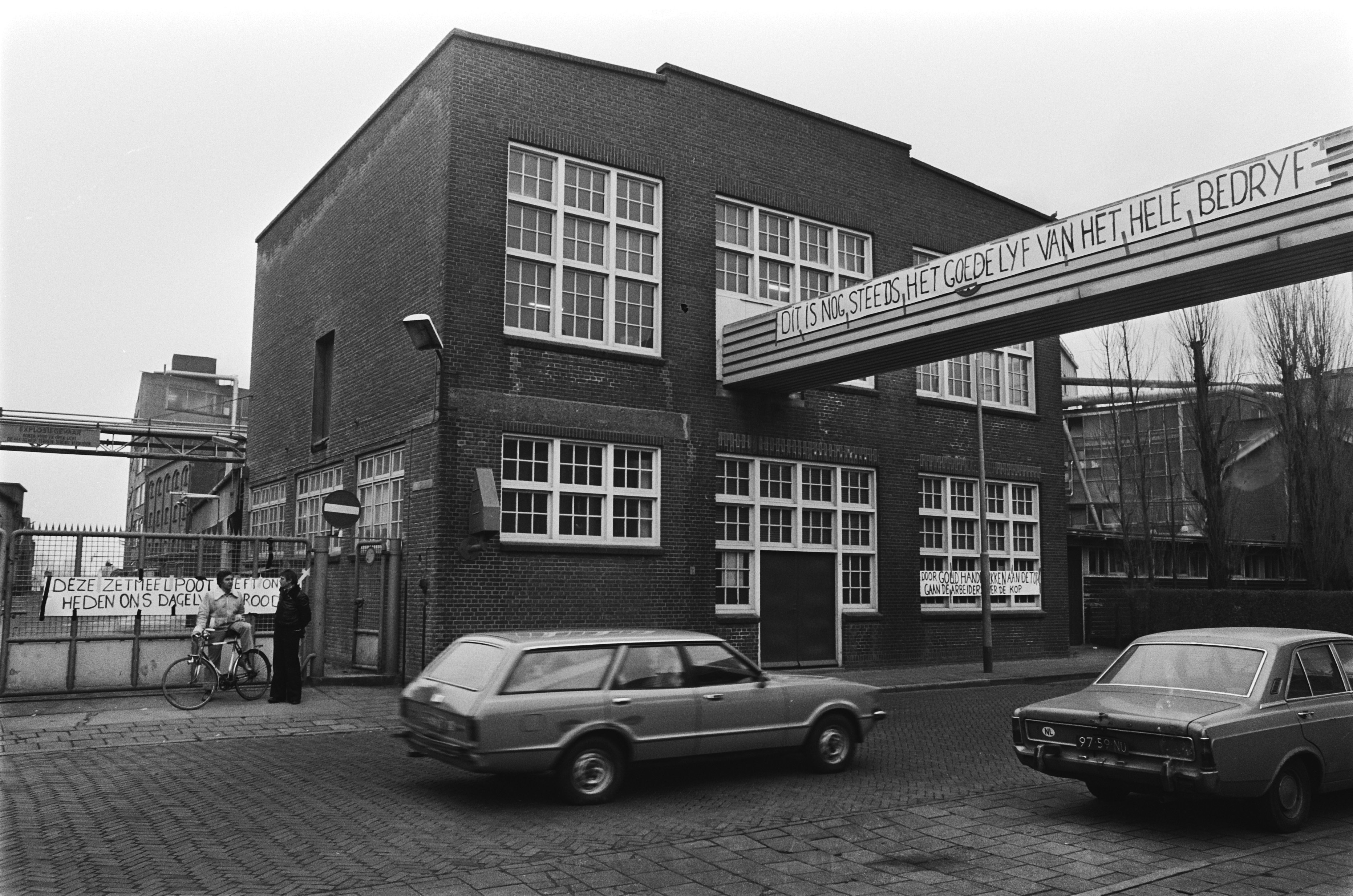
Bezetting door werknemers van KSH in Koog aan de Zaan in maart 1978

Koninklijke Scholten-Honig (of KSH) is de naam van een voedingsmiddelen- en zetmeelconcern dat heeft bestaan van 1965 tot het faillissement in 1978.

## Fusie
Het concern ontstond uit een fusie op basis van gelijkwaardigheid van Honig (tarwe- en maiszetmeelfabrieken en voedingsmiddelenfabrieken in Koog aan de Zaan en Nijmegen) met W.A. Scholtens aardappelmeelfabrieken en Chemische Fabrieken van het Scholten-concern, de Koninklijke Scholten Foxhol NV, (onder andere in Nederland aardappelmeelfabrieken te Foxhol, Zuidwending, Zuidbroek, Smilde en derivatenfabrieken in Veendam). Door het samengaan ontstond een internationaal actief bedrijf met 3500 werknemers in Nederland en 1000 bij de buitenlandse vestigingen. De totale jaaromzet van de combinatie bedroeg ongeveer 300 miljoen gulden. De fusie leidde direct tot ruzies in de top, waar frictie tussen de Honig- en de Scholten-kant ontstond.

## Investeringen en overnames
In 1967 werd de maiszetmeel- en glucosefabrikant Albion Sugar Company in Woolwich en in 1969 de stijfselfabrieken van familie J. Duyvis overgenomen. Chemische fabriek Servo te Delden werd verkocht in 1970. In 1973 volgde een overname van de meelfabrieken, de broodfabriek en nog enige andere productiebedrijven van supermarktketen Co-op te Rotterdam en Utrecht, de fabriek van R.Buisman te Zwartsluis, producent van gebrande suiker (koffiestroop), de pelmolen in Vlaardingen en de bakkerijproductenfabrikant Varopa, te Tilburg. In hetzelfde jaar was er ook nog een mislukt overnamebod op CSM. In 1974 werd nog de aardappelmeelfabriek "Inter Nos" te De Krim ingelijfd. Ook vonden er gesprekken met de Groningse aardappelzetmeelfabrikant Avebe plaats om tot nauwere samenwerking te komen. Deze leidden niet tot resultaat aangezien men bij Avebe geen vertrouwen in KSH had. In 1972 werkten er bij KSH 3300 mensen in Nederland en 1800 in het buitenland.
In het gebroken boekjaar tot 31 augustus 1974 behaalde Scholten-Honig een jaaromzet van 878 miljoen gulden en een nettowinst van 17 miljoen gulden.

## Faillissement en ontmanteling
Het ging echter in neerwaartse lijn, onder meer door gerommel in de top en door een te sterke diversificatie. De investering in een isomerose fabriek in Tilbury Engeland was een debacle geworden. Tot slot moest fors worden geïnvesteerd in waterzuiveringsinstallatie bij de aardappelmeelfabrieken in Groningen. Dit ging de financiële draagkracht te boven en op 4 maart 1978 vroeg het bedrijf uitstel van betaling aan. De aangestelde bewindvoerders zagen dat een voortzetting van de surseance geen zin meer had en vroegen in september 1978 het faillissement aan. Er waren nog bedrijfsbezettingen te Foxhol en Koog aan de Zaan om verlies van werkgelegenheid te voorkomen.
Uiteindelijk werd het concern opgesplitst. De Scholten-aardappelzetmeelfabrieken van Foxhol en De Krim en de dextrine- en lijmfabriek van Veendam over naar het concern Avebe. De voedingsmiddelenfabrieken te Nijmegen en Koog aan de Zaan gingen naar suikerfabrikant CSM en de tarwezetmeelfabriek Honig-Nijmegen naar voedingsfabrikant Wessanen. De stijfselfabriek in Koog aan de Zaan kwam uiteindelijk in handen van het Belgische zetmeelconcern Amylum. Van de buitenlandse vestigingen werd onder andere Emsland-Stärke te Emlichheim verzelfstandigd. In Engeland werden de probleemfabriek in Tilbury en de zetmeel- en glucosefabriek in Woolwich verkocht aan het Amerikaanse voedingsmiddelenconcern Cargill.